# Lista przewodniczących Senatu Hiszpanii

## Chronologiczna lista przewodniczących
| #                                            | Imię i Nazwisko                          | Portret | Kadencja                                                                                             | Kadencja                                                                                                 | Partia polityczna | Partia polityczna              |
| #                                            | Imię i Nazwisko                          | Portret | Od                                                                                                   | Do | Partia polityczna | Partia polityczna              |
| -------------------------------------------- | ---------------------------------------- | ------- | --- | --- | ----------------- | ------------------------------ |
| Przewodniczący Izby Parów                    |                                          |         | | |                   |                                |
| 1                                            | Francisco Javier Castaños                |         | 17 lipca 1834                                                                                        | 15 września 1834                                                                                         |                   | Bezpartyjny                    |
| 2                                            | Pedro Agustín Girón                      |         | 15 września 1834                                                                                     | 30 maja 1835                                                                                             |                   | Bezpartyjny                    |
| 3                                            | Pedro González Vallejo                   |         | 10 października 183515 lutego 1836                                                                   | 27 stycznia 183623 maja 1836                                                                             |                   | Bezpartyjny                    |
| 4                                            | Manuel Pando Fernández de Pinedo         |         | 3 sierpnia 1836                                                                                      | 12 sierpnia 1836                                                                                         |                   | Partia Umiarkowana             |
| w latach 1836-1837 izba wyższa nie istniała  |                                          |         | | |                   |                                |
| Przewodniczący Senatu                        |                                          |         | | |                   |                                |
| 5                                            | José María Moscoso de Altamira Quiroga   |         | 18 listopada 18375 listopada 183829 sierpnia 183916 lutego 1840                                      | 17 lipca 18381 czerwca 183918 listopada 183911 października 1840                                         |                   | Partia Umiarkowana             |
| 6                                            | Ildefonso Díez de Rivera y Muro          |         | 5 marca 184123 grudnia 1841                                                                          | 25 sierpnia 184131 maja 1842                                                                             |                   | Partia Postępowa               |
| 7                                            | Álvaro Gómez Becerra                     |         | 22 czerwca 18423 listopada 184222 marca 1843                                                         | 16 lipca 18423 marca 184319 maja 1843                                                                    |                   | Partia Postępowa               |
| 8                                            | Mauricio Carlos de Onís                  |         | 14 października 1843                                                                                 | 4 lipca 1844                                                                                             |                   | Partia Postępowa               |
| (5)                                          | José María Moscoso de Altamira Quiroga   |         | 2 października 1844                                                                                  | 28 lipca 1845                                                                                            |                   | Partia Umiarkowana             |
| (4)                                          | Manuel Pando Fernández de Pinedo         |         | 5 listopada 1845                                                                                     | 30 października 1846                                                                                     |                   | Partia Umiarkowana             |
| 9                                            | Manuel de la Pezuela y Ceballos          |         | 29 grudnia 1846                                                                                      | 5 października 1847                                                                                      |                   | Partia Umiarkowana             |
| (4)                                          | Manuel Pando Fernández de Pinedo         |         | 6 listopada 18478 grudnia 184823 października 184927 października 1850                               | 26 marca 184813 lipca 18494 sierpnia 18506 kwietnia 1851                                                 |                   | Partia Umiarkowana             |
| (9)                                          | Manuel de la Pezuela y Ceballos          |         | 27 maja 1851                                                                                         | 7 stycznia 1852                                                                                          |                   | Partia Umiarkowana             |
| (4)                                          | Manuel Pando Fernández de Pinedo         |         | 21 listopada 1852                                                                                    | 2 grudnia 1852                                                                                           |                   | Partia Umiarkowana             |
| 10                                           | Joaquín Ezpeleta Enrile                  |         | 12 lutego 1853                                                                                       | 9 kwietnia 1853                                                                                          |                   | Partia Umiarkowana             |
| (9)                                          | Manuel de la Pezuela y Ceballos          |         | 18 listopada 185316 stycznia 1857                                                                    | 9 grudnia 185316 lipca 1857                                                                              |                   | Partia Umiarkowana             |
| 11                                           | Francisco Javier de Istúriz              |         | 30 stycznia 1858                                                                                     | 11 września 1858                                                                                         |                   | Partia Umiarkowana             |
| 12                                           | Manuel Gutiérrez de la Concha e Irigoyen |         | 20 listopada 185815 maja 186028 września 186131 października 186231 października 186319 grudnia 1864 | 27 stycznia 186028 września 186131 października 186212 sierpnia 186322 września 186410 października 1865 |                   | Partia Umiarkowana             |
| 13                                           | Francisco Serrano y Domínguez            |         | 12 grudnia 1865                                                                                      | 30 grudnia 1866                                                                                          |                   | Unia Liberalna                 |
| (4)                                          | Manuel Pando Fernández de Pinedo         |         | 19 marca 186713 grudnia 1867                                                                         | 3 grudnia 18676 grudnia 1868                                                                             |                   | Partia Umiarkowana             |
| 14                                           | Francisco Santa Cruz Pacheco             |         | 4 kwietnia 187122 stycznia 187227 kwietnia 1872                                                      | 6 stycznia 187224 stycznia 187228 czerwca 1872                                                           |                   | Partia Konstytucyjna           |
| 15                                           | Laureano Figuerola                       |         | 18 września 1872                                                                                     | 11 lutego 1873                                                                                           |                   | Partia Konstytucyjna           |
| w latach 1873-1877 izba wyższa nie istaniała |                                          |         | | |                   |                                |
| 16                                           | Manuel García Barzanallana               |         | 24 kwietnia 18778 stycznia 187813 lutego 187829 maja 187922 grudnia 1880                             | 11 lipca 187727 stycznia 187810 marca 187916 września 188025 czerwca 1881                                |                   | Partia Liberalno-Konserwatywna |
| 17                                           | José Gutiérrez de la Concha              |         | 18 września 18811 grudnia 1882                                                                       | 15 listopada 188226 lipca 1883                                                                           |                   | Partia Liberalno-Konserwatywna |
| 18                                           | Francisco Serrano y Domínguez            |         | 12 grudnia 1883                                                                                      | 31 marca 1884                                                                                            |                   | Dynastyczna Lewica             |
| 19                                           | Francisco Javier Arias Dávila y Matheu   |         | 16 maja 1884                                                                                         | 11 lipca 1885                                                                                            |                   | Partia Liberalno-Konserwatywna |
| 20                                           | Arsenio Martínez Campos                  |         | 23 grudnia 1885                                                                                      | 8 marca 1886                                                                                             |                   | Partia Liberalna               |
| (17)                                         | José Gutiérrez de la Concha              |         | 8 maja 188614 stycznia 188728 listopada 188727 listopada 18889 czerwca 1889                          | 24 grudnia 18863 listopada 18876 listopada 18882 czerwca 188929 grudnia 1890                             |                   | Partia Liberalno-Konserwatywna |
| (20)                                         | Arsenio Martínez Campos                  |         | 27 lutego 1891                                                                                       | 4 lutego 1893                                                                                            |                   | Partia Liberalna               |
| (17)                                         | José Gutiérrez de la Concha              |         | 3 kwietnia 1893                                                                                      | 16 października 1894                                                                                     |                   | Partia Liberalno-Konserwatywna |
| 21                                           | Eugenio Montero Ríos                     |         | 10 listopada 1894                                                                                    | 28 lutego 1896                                                                                           |                   | Partia Liberalna               |
| 22                                           | José Elduayen Gorriti                    |         | 7 maja 1896                                                                                          | 26 lutego 1898                                                                                           |                   | Partia Liberalno-Konserwatywna |
| (21)                                         | Eugenio Montero Ríos                     |         | 18 kwietnia 1898                                                                                     | 16 marca 1899                                                                                            |                   | Partia Liberalna               |
| (20)                                         | Arsenio Martínez Campos                  |         | 30 maja 1899                                                                                         | 23 września 1900 / 18 października 1900                                                                  |                   | Partia Liberalna               |
| 23                                           | Marcelo Azcárraga Palmero                |         | 18 października 1900                                                                                 | 8 listopada 1900                                                                                         |                   | Partia Liberalno-Konserwatywna |
| 24                                           | Manuel Aguirre de Tejada                 |         | 8 listopada 1900                                                                                     | 24 kwietnia 1901                                                                                         |                   | Partia Liberalno-Konserwatywna |
| (21)                                         | Eugenio Montero Ríos                     |         | 8 czerwca 19011 kwietnia 1902                                                                        | 1 kwietnia 190226 marca 1903                                                                             |                   | Partia Liberalna               |
| (23)                                         | Marcelo Azcárraga Palmero                |         | 15 maja 190328 września 1904                                                                         | 12 września 190416 grudnia 1904                                                                          |                   | Partia Liberalno-Konserwatywna |
| 25                                           | Luis Pidal y Mon                         |         | 19 grudnia 1904                                                                                      | 17 sierpnia 1905                                                                                         |                   | Partia Liberalno-Konserwatywna |
| 26                                           | José López Domínguez                     |         | 9 października 1905                                                                                  | 6 lipca 1906                                                                                             |                   | Partia Liberalna               |
| (21)                                         | Eugenio Montero Ríos                     |         | 17 września 1906                                                                                     | 30 marca 1907                                                                                            |                   | Partia Liberalna               |
| (23)                                         | Marcelo Azcárraga Palmero                |         | 10 maja 190723 września 190814 października 1909                                                     | 13 września 190827 września 190914 kwietnia 1910                                                         |                   | Partia Liberalno-Konserwatywna |
| (21)                                         | Eugenio Montero Ríos                     |         | 9 czerwca 19103 marca 1911                                                                           | 17 lutego 191111 czerwca 1913                                                                            |                   | Partia Liberalna               |
| (23)                                         | Marcelo Azcárraga Palmero                |         | 8 listopada 191330 marca 1914                                                                        | 13 lutego 191430 maja 1915                                                                               |                   | Partia Liberalno-Konserwatywna |
| 27                                           | Joaquín Sánchez de Toca                  |         | 25 czerwca 19151 listopada 1915                                                                      | 28 października 191516 marca 1916                                                                        |                   | Partia Liberalno-Konserwatywna |
| 28                                           | Manuel García Prieto                     |         | 6 maja 191624 stycznia 1917                                                                          | 23 stycznia 191719 kwietnia 1917                                                                         |                   | Partia Liberalna               |
| 29                                           | Alejandro Groizard                       |         | 31 maja 191716 marca 1918                                                                            | 10 stycznia 19182 maja 1919                                                                              |                   | Partia Liberalna               |
| 30                                           | Manuel Allendesalazar Muñoz              |         | 23 czerwca 1919                                                                                      | 15 grudnia 1919                                                                                          |                   | Partia Liberalno-Konserwatywna |
| (27)                                         | Joaquín Sánchez de Toca                  |         | 15 grudnia 19191 stycznia 192125 lutego 1922                                                         | 2 października 192021 lutego 19226 kwietnia 1923                                                         |                   | Partia Liberalno-Konserwatywna |
| 31                                           | Álvaro Figueroa                          |         | 26 maja 1923                                                                                         | 13 listopada 1923                                                                                        |                   | Partia Liberalna               |
| w latach 1923-1977 izba wyższa nie istniała  |                                          |         | | |                   |                                |
| 32                                           | Antonio Fontán                           |         | 15 czerwca 1977                                                                                      | 26 marca 1979                                                                                            |                   | Unia Demokratycznego Centrum   |
| 33                                           | Cecilio Valverde                         |         | 27 marca 1979                                                                                        | 17 listopada 1982                                                                                        |                   | Unia Demokratycznego Centrum   |
| 34                                           | José Federico de Carvajal                |         | 18 listopada 198215 lipca 1986                                                                       | 14 lipca 198620 listopada 1989                                                                           |                   | PSOE                           |
| 35                                           | Juan José Laborda                        |         | 21 listopada 198929 czerwca 1993                                                                     | 28 czerwca 199326 marca 1996                                                                             |                   | PSOE                           |
| 36                                           | Juan Ignacio Barrero                     |         | 27 marca 1996                                                                                        | 9 lutego 1999                                                                                            |                   | PP                             |
| 37                                           | Esperanza Aguirre                        |         | 9 lutego 19995 kwietnia 2000                                                                         | 4 kwietnia 200017 października 2002                                                                      |                   | PP                             |
| 38                                           | Juan José Lucas                          |         | 22 października 200214 lipca 2003                                                                    | 10 lipca 20031 kwietnia 2004                                                                             |                   | PP                             |
| 39                                           | Javier Rojo                              |         | 2 kwietnia 20041 kwietnia 2008                                                                       | 31 marca 200812 grudnia 2011                                                                             |                   | PSOE                           |
| 40                                           | Pío García-Escudero                      |         | 13 grudnia 201113 stycznia 201619 lipca 2016                                                         | 12 grudnia 201618 lipca 201620 maja 2019                                                                 |                   | PP                             |
| 41                                           | Manuel Cruz Rodríguez                    |         | 21 maja 2019                                                                                         | 2 grudnia 2019                                                                                           |                   | PSOE                           |
| 42                                           | Pilar Llop Cuenca                        |         | 3 grudnia 2019                                                                                       | 8 lipca 2021                                                                                             |                   | Niezależna (powiązana z PSOE)  |
| ––                                           | Cristina Narbona Ruiz (p.o)              |         | 8 lipca 2021                                                                                         | 12 lipca 2021                                                                                            |                   | PSOE                           |
| 43                                           | Ander Gil García                         |         | 12 lipca 2021                                                                                        | 16 sierpnia 2021                                                                                         |                   | PSOE                           |
| 44                                           | Pedro Rollán Ojeda                       |         | 17 sierpnia 2021                                                                                     | nadal |                   | PP                             |